# Ereunetea horitropha
Ereunetea horitropha är en fjärilsart som beskrevs av Louis Beethoven Prout 1915. Ereunetea horitropha ingår i släktet Ereunetea och familjen mätare. Inga underarter finns listade i Catalogue of Life.